# Oxytropis avis
Oxytropis avis är en ärtväxtart som beskrevs av Saposhn. Oxytropis avis ingår i släktet klovedlar, och familjen ärtväxter. Inga underarter finns listade i Catalogue of Life.